# Magento
Magento — eCommerce платформа з відкритим кодом, призначена для створення інтернет-магазинів. Поширюється за ліцензією OSL 3.0.
Magento — одна з найпопулярніших відкритих систем для організації електронної комерції в мережі: на базі цієї платформи створено понад 100 тисяч інтернет-магазинів, сторонніми розробниками створено більше 2 тисяч розширень, спільнота проєкту налічує близько 375 тисяч учасників, код платформи був завантажений більше 2,5 млн разів, через системи на базі Magento в 2010 році було продано товарів на 25 мільярдів доларів. За кілька років свого існування платформа кілька разів була лауреатом премій «Best of Open Source Software Awards» і «SourceForge Community Choice Awards». Платформа Magento Commerce складає близько 30% загальної частки ринку.
Це програмне забезпечення створене з використанням Zend Framework. Сирцевий код Magento поширюються в рамках схваленої організацією Open Source Initiative (OSI) ліцензії Open Software License (OSL) v3.0, близької за своєю суттю до ліцензії AGPL, але не сумісної з GPL. Особливість ліцензії OSL полягає в тому, що якщо хтось модифікує програму, але не буде поширювати результат своєї роботи, а просто задіює його на своєму сайті, то він все одно зобов'язаний відкрити код внесених змін і поширювати його під тією ж ліцензією. При цьому ліцензія OSL не забороняє комерційне використання продуктів.

## Системні вимоги
- Linux дистрибутиви, такі як RedHat Enterprise Linux (RHEL), CentOS, Ubuntu, Debian або схожі. Magento не підтримується на Microsoft Windows та macOS;
- Вебсервер Apache 2.4 або nginx 1.x;
- PHP 7.3|7.4 з такими розширеннями/додатками:
  - PDO/MySQL;
  - MySQLi;
  - Mcrypt;
  - Mhash;
  - Simplexml;
  - DOM;
- MySQL 5.7|8.0 або MariaDB 10.x.

## Історія
Компанія Varien, яка розробляє Magento, раніше працювала над OsCommerce. Офіційно робота над Magento розпочалася на початку 2007 року. Сім місяців по тому 31 серпня 2007 року вийшла перша beta версія. 30 травня 2010 року вийшла Magento mobile, що дозволяє керувати магазином з мобільних платформ.
У березні 2010 року компанія eBay придбала 49% акцій Magento, інвестувавши таким чином в компанію 22.5 млн доларів (ім'я інвестора не повідомлялося і стало відомо лише пізніше). У червні 2011 компанія eBay оголосила про укладення домовленості щодо купівлі бізнесу компанії Magento. Відповідно до досягнутої угоди, eBay отримає повний контроль над Magento викупивши решту 51% акцій.
На базі коду Magento в eBay мають намір створити нову хмарну платформу X.commerce, яка буде використовуватися для надання послуги «програма як сервіс» (SaaS) і послужить ланкою, що об'єднує спільноти розробників, які використовують продукти PayPal, eBay і Magento. За заявою eBay, після завершення поглинання, компанія також продовжить підтримку існуючої відкритої платформи Magento eCommerce.

## Можливості

### Основні
- Пакети дизайну;
- Можливість використання різних валют;
- Багато сайтів на одній системі;
- Багатомовність;
- Методи оплати і доставки.

### Консоль управління
- Маркетингові інструменти:
  - Багаторівневе ціноутворення;
  - Купони;
  - Правила ціноутворення.
- Звіти:
  - Звіти продаж;
  - Звіт по кошиках покупців;
  - Звіт про список відмічених товарів;
  - Звіт про відгуки;
  - Звіт за тегами;
  - Звіт за пошуком.
- Встановлення податкових ставок:
  - Встановлення правил для регіону, країни чи поштового індексу;
  - Створення класів податку, наприклад «Нормальний» або «Гуртовий»;
  - Встановлення правил податку, наприклад «Податок на одяг», також можна зв'язати різні групи товарів з класами податків.
- Продукти і каталог:
  - Можливість задавати різні атрибути (властивості) для товару;
  - Групування товару в комплекти;
  - Продукти, які можна конфігурувати — продукти з властивостями які вибираються (наприклад колір, розмір і т. д.);
  - Сортування продуктів по встановленим атрибутам. Атрибути доступні для сортування задаються в панелі адміністрування.
- Система управління контентом;
- Групи покупців;
- Імпорт/Експорт (В цей час імпорт товарів працює в обмеженому варіанті, можливе внесення товарів, але не обновлення);
- Система контролю доступу;
- Пошукова оптимізація (SEO);
- Зв'язок з покупцем:
  - Повідомлення електронною поштою;
  - Розсилка новин електронною поштою.

### Можливості покупців
- Доставка по декількох адресах;
- Пошук;
- Порівняння продуктів;
- Теги для продуктів;
- Відгуки про продукти;
- Список відміченого товару;
- Оформлення замовлення;
- Кошик покупок;
- Облікові записи покупців.